# 46 ق هـ
46 ق هـ هي السنة السادسة والأربعون السابقة للهجرة النبوية، وهي توافق ما بين سنتي 576 و577 حسب التقويم الميلادي، أي أنها بدأت في سنة 576م وانتهت في سنة 577م.

## أحداث
وصاية أبي طالب للرسول محمد ﷺ. تفاصيل الحدث:لما بلغ رسول الله ﷺ ثماني سنوات توفي جده عبد المطلب. وكان عبد المطلب لما حضرته الوفاة أوصى ابنه أبا طالب بحفظ رسول الله ﷺ، وحياطته، والقيام عليه، وأوصى به إلى أبي طالب؛ لأن عبد الله -والد النبي- وأبا طالب كانا لأم واحدة،

## وفيات
وفاة عبد المطلب جد الرسول محمد ﷺ.